# Desert de Simpson

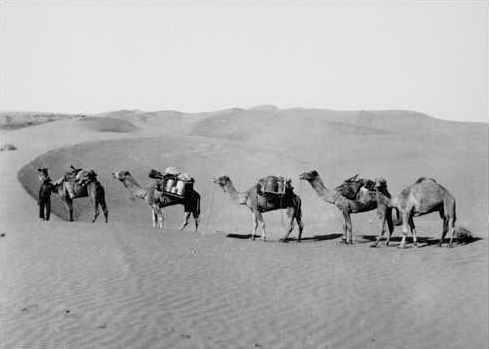
L'expedició de Ted Colson al desert Simpson l'any 1936

El Desert de Simpson és una gran zona seca amb planes de sorra vermella i dunes a Austràlia Central.
L'únic recurs important de curs d'aigua dolça és la provinent de la Gran Conca Artesiana, que surt per nombroses fonts dins del desert inclòs Dalhousie Springs.
El Desert de Simpson és una formació erg que conté les dunes de sorra més grosses del món. Són dunes estàtiques fixades per la vegetació. Varien la seva alçada des de 3 metres (a l'oest) fins a 30 metres (a l'est).

## Història
Cap a 1844-46 l'explorador Charles Sturt, va visitar la zona i el 1936 Ted Colson va ser el primer europeu a travessar-lo. Cecil Madigan va donar el nom de Desert de Simpson, per Alfred Allen Simpson, un filantrop i geògraf australià.
No hi ha xxx però si pistes pels sondeigs de gas i petroli fets en les dècades de 1960 i 1970. Per l'oest hi passa una secció del tren.
Hi ha turisme, particularment hivernal.
El 2009 hi va haver grans pluges que ompliren de vegetació aquest desert.

## Ecologia

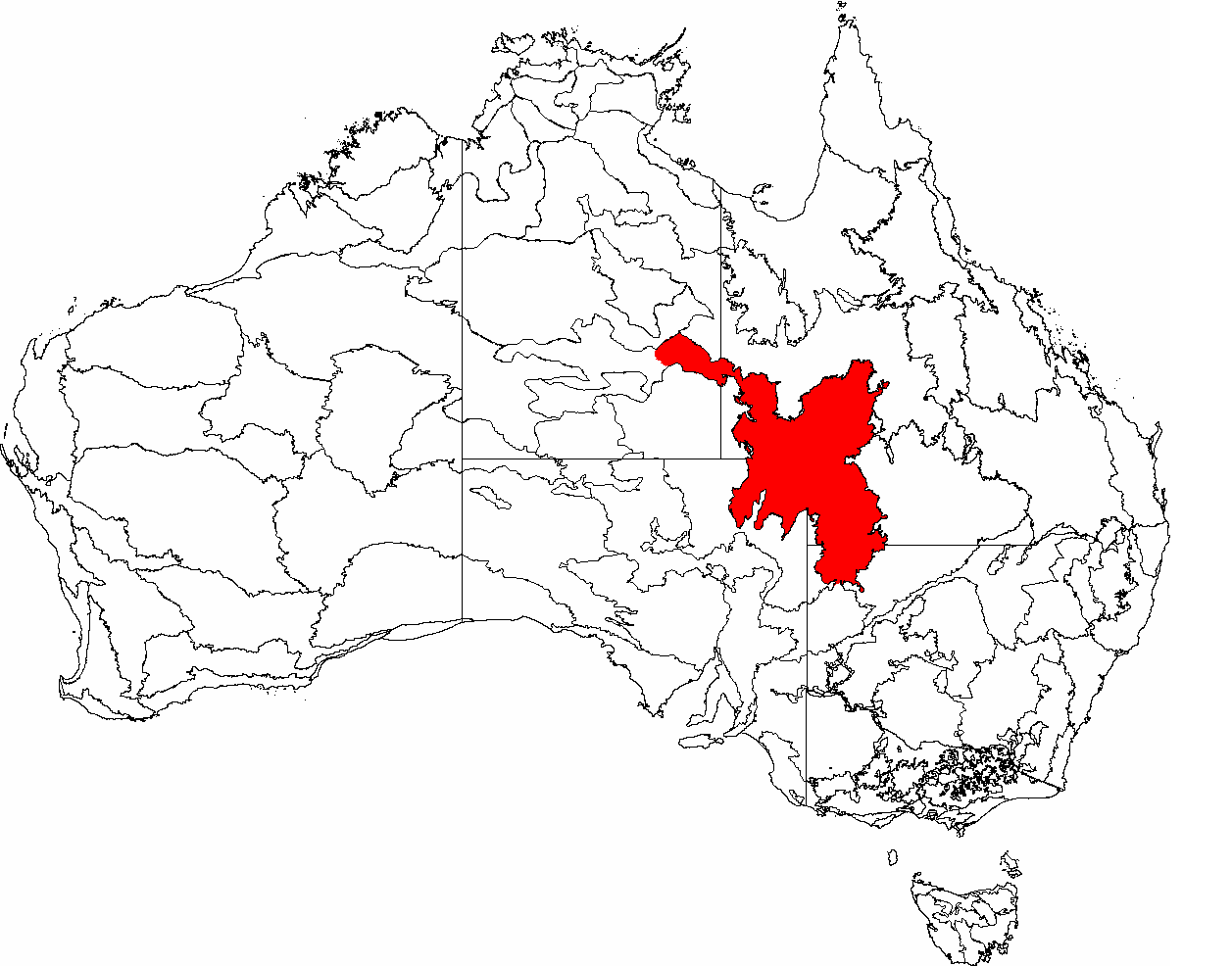
Regions biogeogràfiques australianes (IBRA) amb el Channel Country en vermell

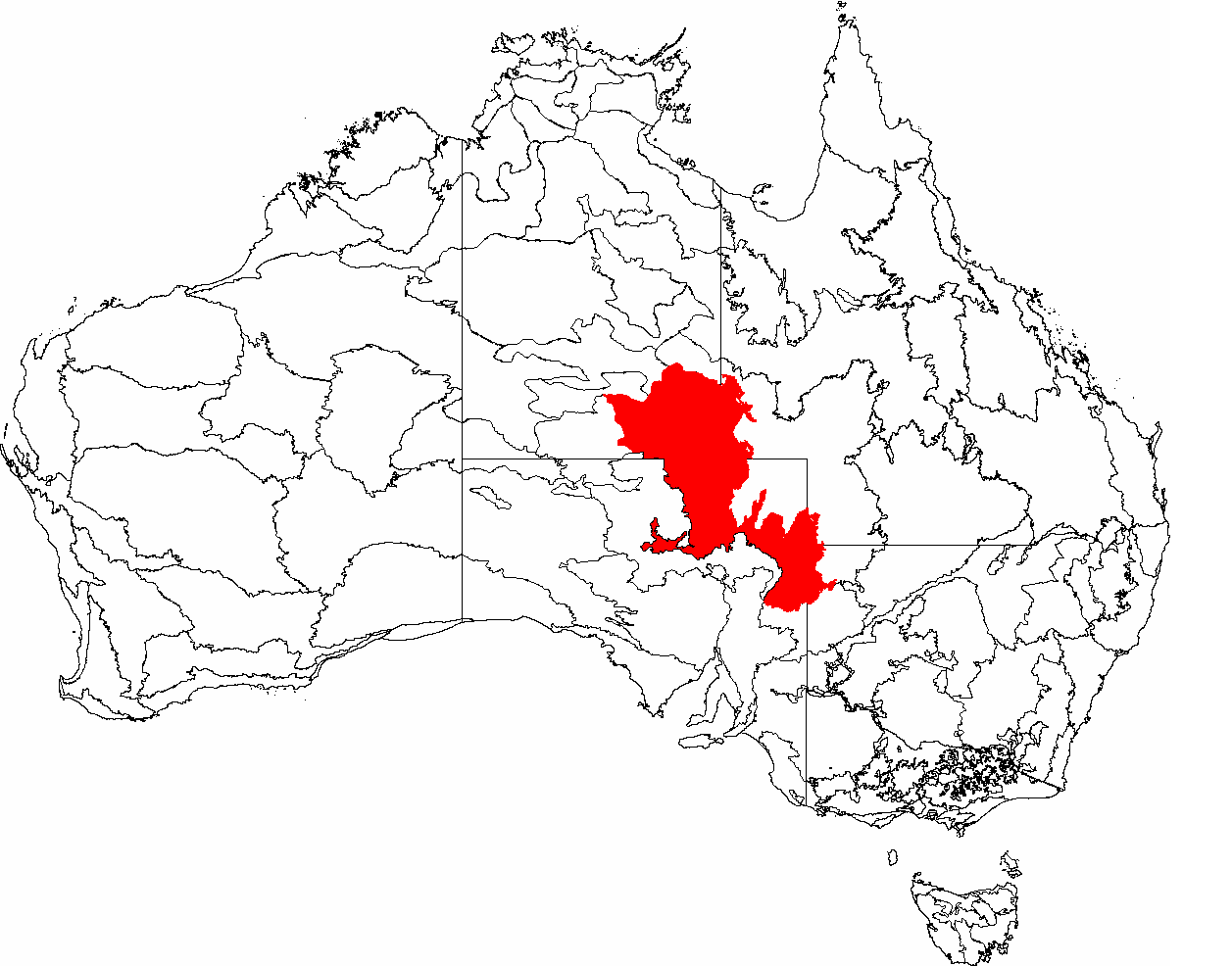
Regions IBRA amb els camps de dunes de Simpson-Strzelecki en vermell

És una ecoregió segons el World Wildlife Fund. La flora es limita a arbusts resistents a la sequedat i herbes com Zygochloa paradoxa que manté fixades les dunes i plantes del gènere Triodia (spinifex). A la subzona de Channel Country hi ha rius amb eucaliptus com Eucalyptus coolabah.
Entre la fauna hi ha la granota Litoria platycephala i molt rèptils.Entre els mamífers el kowari Dasycercus byrnei. Al Llac Eyre hi ha curs_aiguamolls amb molta fauna de peixos i ocells.
Hi ha zones protegides com el Simpson Desert National Park, Goneaway National Park, Lochern National Park, Bladensburg National Park, Witjira National Park i Lake Eyre National Park com també Simpson Desert Conservation Park, Innamincka Regional Reserve i Simpson Desert Regional Reserve.

## Vegeu tamnbé
- Deserts d'Austràlia